# Ian Murdock
Ian Murdock, ameriški računalnikar in programer, * 28. april 1973, Konstanz, Nemčija, † 28. december 2015, San Francisco, Združene države Amerike.
Je ustanovitelj projekta Debian GNU/Linux in komercialne distribucije Progeny. Živel je v Indiani, ZDA in deloval pri podjetju SUN microcomputers, kjer je bil glavni nadzornik na projektu pospeševanje strategije operacijskih sistemov.